# Blue (Familienname)
Blue ist der Familienname folgender Personen:
- Alektra Blue (* 1983), US-amerikanische Pornodarstellerin
- Angel Blue (* 1984), US-amerikanische Opernsängerin (Sopran)
- Ashley Blue (* 1981), US-amerikanische Pornodarstellerin
- Barry Blue (Barry Ian Green; * 1950), britischer Sänger, Songschreiber und Produzent
- Ben Blue (1901–1975), kanadischer Schauspieler
- Billy Blue (1767–1834), englischer Sträfling
- Callum Blue (* 1977), englischer Schauspieler
- Chelsea Blue (* 1976), US-amerikanische Pornodarstellerin und Schauspielerin
- David Blue (Musiker) (1941–1982), US-amerikanischer Musiker
- David Blue (Schauspieler) (* 1982), US-amerikanischer Schauspieler
- Forrest Blue (1945–2011), US-amerikanischer American-Football-Spieler
- James Blue (1930–1980), US-amerikanischer Dokumentarfilmregisseur
- Jonas Blue (* 1989), englischer DJ und Musikproduzent
- Lionel Blue (1930–2016), britischer Rabbiner, Autor und Fernsehmoderator
- Margo Blue (1938–1996), US-amerikanischen Schauspielerin und Drehbuchautorin (Pseudonym)
- Marlon Blue (* 1988), austro-englischer Schauspieler und Model
- Mick Blue (* 1976), österreichischer Pornodarsteller
- Monte Blue (1887–1963), US-amerikanischer Schauspieler
- Pete Blue (1935–2023), US-amerikanischer Jazz- und Unterhaltungsmusiker
- Ray Blue (1950–2025), amerikanischer Jazzmusiker, Bandleader, Komponist, Arrangeur
- Richard W. Blue (1841–1907), US-amerikanischer Politiker
- Robert D. Blue (1898–1989), US-amerikanischer Politiker
- Rupert Blue (1868–1948), US-amerikanischer Arzt
- Sara De Blue (* 1990), österreichische Sängerin und Songwriterin
- Sharka Blue (* 1981), tschechische Pornodarstellerin
- Skye Blue (* 1961), US-amerikanische Pornodarstellerin und Regisseurin
- Tony Blue (1936–2020), australischer Leichtathlet
- Vanessa Blue (* 1974), US-amerikanische Pornodarstellerin, -regisseurin und -produzentin
- Vida Blue (1949–2023), US-amerikanischer Baseballspieler
- Violet Blue (Autorin), US-amerikanische Autorin
- Violet Blue, Pseudonym von Ada Mae Johnson (* 1977), US-amerikanische Pornodarstellerin
- William Thornton Blue (1902–1968), US-amerikanischer Jazz-Musiker (Klarinette, Altsaxophon)